# Casino Royale (román)
Casino Royale je román britského spisovatele Iana Fleminga, první ze série o fiktivním tajném agentovi Jamesi Bondovi. Agent s označením 007 má za úkol zneškodnit pokladníka francouzského svazu a zároveň nebezpečného a geniálního ruského agenta Le Chiffra tím, že ho porazí v kartách u bakaratového stolu a tím na něj přivolá odplatu SMĚRŠ, odnože KGB.
Román poprvé vyšel v roce 1953; o rok později byla představena jeho filmová podoba v epizodě televizního seriálu Climax!. Roku 1967 byla představena filmová parodie Casino Royale a v roce 2006 pak oficiální film.

## Děj
M, šéf britské tajné služby Secret Intelligence Service, pověří Jamese Bonda, aby se s vysokými sázkami utkal v Baccaratu s mužem přezdívaným Le Chiffre, zkrachovalým pokladníkem odborového svazu ovládaného sovětskou organizací SMĚRŠ. Součástí Bondova krytí coby jamajského bohatého playboye je i Vesper Lynd, osobní asistentka šéfa sekce S (pro Soviet Union, Sovětský svaz), která je Bondovi přidělena jako jeho společnice. Americká zahraniční tajná služba Central Intelligence Agency (CIA) a francouzská Deuxieme Bureau rovněž posílají na místo své agenty, aby zde působili jako pozorovatelé. Hra se brzy změní v silnou konfrontaci mezi Le Chiffrem a Bondem. Le Chiffre vítězí v prvním kole a Bond přichází o všechny své zdroje, které měl použít k poražení svého protivníka. Zatímco Bond přemýšlí, jak svému nadřízenému M oznámí svůj neúspěch a porážku, předává mu Felix Leiter, agent CIA, obálku s penězi a s vepsanou poznámkou: „Pomoc v rámci Marshallova plánu. Třicet dva miliony franků. S uctivým pozdravem USA.“ Hra tedy může pokračovat, i přes pokusy jednoho z Le Chiffrových lidí o odstranění Bonda. Le Chiffre nakonec s Bondem prohrává a přichází o osmdesát milionů franků, které však patří SMĚRŠ.
Le Chiffre se v zoufalství snaží získat zpět své peníze. Právem se obává o svůj život. Unáší Vesper a posléze také mučí samotného Bonda. Vyhrožuje Bondovi, že pokud nedostane své peníze zpět, nechá jak jej tak Vesper zabít. Během mučení se na scéně objevuje agent – nájemný vrah, kterého poslal SMĚRŠ, a zabíjí Le Chiffra odplatou za prohrané peníze. Bonda však agent nezabije s tím, že nemá žádné rozkazy, aby tak učinil. Nicméně však Bondovi vyryje na ruku znamení, aby agenti SMĚRŠ v budoucnu poznali, s kým mají tu čest a mohli Bonda identifikovat jako britského agenta.
Vesper navštěvuje každý den v nemocnici zotavujícího se Bonda. James si postupně uvědomuje, že se do Vesper zamiloval, dokonce začíná uvažovat o vystoupení z tajných služeb a o trvalém svazku s Vesper, s kterou by chtěl vést poklidný a bezpečný život. Když je Bond propuštěn z nemocnice, přebývá s Vesper v poklidném penzionu, kde se z nich stávají milenci. Jednoho dne uvidí tajemného muže jménem Gettler, který Jamese a Vesper sleduje, což Vesper velice znepokojí. Následujícího rána Bond zjišťuje, že Vesper spáchala sebevraždu. Zanechala však Bondovi dopis, ve kterém vysvětluje, že byla proti své vůli dvojitou agentkou ve službách sovětského ministerstva vnitra. Organizace SMĚRŠ unesla jejího polského milence, bývalého člena Royal Air Force (RAF), který po válce pracoval pro Brity, ale byl zajat v rodném Polsku při výkonu služby. Během mučení vyzradil svou milou, která byla prostřednictvím jeho zajetí vydírána, aby spolupracovala a nakonec podkopávala Bondovu misi, včetně předstírání vlastního únosu. Posléze se Vesper pokusila s Jamesem začít nový život, neboť se do něho rovněž zamilovala, ale poté, co uviděla ruského agenta, který jim byl na stopě, uvědomila si, že svým nepřátelům a vlastní tíživé minulosti nikdy neunikne. Setrvání s Bondem by pouze ohrožovalo jeho život a přivedlo by ho do nebezpečí, což nebyla Vesper ochotna připustit. Bond informuje velení o Vespeřině dvojité identitě chladným prohlášením svému kontaktu: „Ta čubka už je po smrti.“

## Koktejl Vesper
Ve filmech s Jamesem Bondem často hlavní hrdina pije martini a svou objednávku koktejlu provází slovy „Protřepat, nemíchat!“ Originální recept na Bondův koktejl je popsán Ianem Flemingem v této knize.